# Снежанка (филм, 2025)
„Снежанка“ (на английски: Snow White) е американски музикален фентъзи филм от 2025 г., режисиран от Марк Уеб по сценарий на Грета Гъруиг и Ерин Кресида Уилсън. Продуциран от „Уолт Дисни Пикчърс“ в сътрудничество с „Марк Плат Продъкшънс“, филмът е адаптация на едноименния анимационен филм на „Дисни“ от 1937 г., който е базиран на едноименната приказка от 1812 г., написана от Братя Грим. Във филма участват Рейчъл Зиглър като едноименната героиня и Гал Гадот като Злата кралица.
Плановете за римейк на пълнометражния анимационен филм „Снежанка и седемте джуджета“ (1937) са потвърдени през октомври 2016 г., когато Уилсън е обявена за сценарист. Уеб започва преговори за режисиране на филма през май 2019 г. и е обявен за режисьор през септември същата година. Снимките се провеждат основно в „Пайнуут Студиос“ в Англия от март до юли 2022 г., като допълнителни записи се осъществяват през юни 2024 г. Още преди издаването си филмът предизвиква противоречия с критики, насочени към откровеността на Зиглър по време на стачката на екранните актьори през 2023 г., промените в историята и кастинга на актьори с хипофизарен нанизъм за ролите на джуджетата.
Премиерата на филма се състои в Алкасар де Сеговия, Испания на 12 март 2025 г., холивудската премиера е на 15 март в Театър „Ел Капитан“, Холивуд, и излиза по кината в Съединените щати на 21 март 2025 г. в разпространение от „Уолт Дисни Студиос Моушън Пикчърс“. Получава смесени отзиви от критиката и се проваля в боксофиса. Освен това, филмът имаше добро представяне, когато излиза в домашна употреба.

## Актьорски състав
- Рейчъл Зиглър – Снежанка[10][11][12]
  - Емилия Фоше – Снежанка като малка
- Гал Гадот – Злата кралица[13][14]
- Андрю Бърнап – Йонатан[15]
- Ансу Кабия – Ловецът
- Хедли Фрейзър – Добрият Крал, бащата на Снежанка
- Лорена Андреа – Добрата кралица, майката на Снежанка
- Патрик Пейдж – Магическото огледало[16]
- Дуджона Гифт – Мейпъл[17]
- Колин Майкъл Карамайкъл – Фарно[18]
- Джордж Апълби – Куиг
- Самюъл Бакстър – Скайт
- Джим Джонстън – Финч
- Идрис Каргбо – Бингли
- Джей Бетот – Норуич
- Фрея Мичъл – Самотното момиче като малка
  - Зоуи Атина – Самотното момиче като възрастна
- Ейдриън Бауър – Капитанът на стражите
- Фелипе Беджарано – стражът Пол
- Симеон Оукс – стражът Матю
- Джошмейн Джоузеф – стражът Уилям
- Чики Чан – стражът Артур
- Виктория Алсина – Лили, малкото момиче

### Седемте джуджета
- Джеръми Суифт – Знайко (глас), интелигентния водач на Седемте джуджета
  - Джонатан Борн – Знайко (улавяне на движение/кукловод)
- Тайтис Бърджис – Срамежливко (глас), срамежливия член на Седемте джуджета.
  - Лий Хейли – Срамежливко (улавяне на движение/кукловод)
- Андрю Барт Фелдман – Глупи (глас), член на Седемте джуджета, който не може да говори и прави други звуци.
  - Джей Бетот – Глупи (улавяне на движение/кукловод)
  - Фелдман е разказвач на филма.
- Мартин Клеба – Сърдитко (глас), сприхавият член на Седемте джуджета.[19]
  - Омари Бърнард – Сърдитко (улавяне на движение/кукловод)
- Джейсън Кравиц – Кихавко (глас), член на Седемте джуджета, който киха толкова много.
  - Доминик Оуен – Кихавко (улавяне на движение/кукловод)
- Джордж Салазар – Щастливко (глас), веселият член на Седемте джуджета.
  - Дейвид Бирч – Щастливко (улавяне на движение/кукловод)
- Анди Гротелюсхен – Сънливко (глас), измореният член на Седемте джуджета.
  - Санди Фостър – Сънливко (улавяне на движение/кукловод)

## Продукция

### Разработка
На 31 октомври 2016 г. списание „Холивуд Рипортър“ съобщава, че „Уолт Дисни Пикчърс“ разработва игрална адаптация на пълнометражния анимационен филм „Снежанка и седемте джуджета“, като Ерин Кресида Уилсън е в преговори за написването на сценария. На 31 май 2019 г. е съобщено, че се водят преговори с Марк Уеб, който да режисира филма. През ноември 2021 г. е обявено, че Грета Гъруиг е съавтор на сценария. Гуриндер Чадха също е обмисляна за работата. В крайна сметка Уилсън получава изключителната заслуга за сценария, като Гъруиг получава заслугата за допълнителен литературен материал извън екрана заедно с Джез Бътъруърт, Стивън Левинсън, Джеф Натансън, Виктория Строус и Крис Вайц.

### Кастинг
През юни 2021 г. Рейчъл Зиглър е избрана за главната роля, а през ноември същата година – Гал Гадот за ролята на Злата кралица. В интервю от 7 декември 2021 г. Зиглър споделя, че филмът ще бъде много „по-въздействащ“ от оригинала. Емилия Фоше е избрана за ролята Снежанка в юношеските ѝ години. На 12 януари 2022 г. е обявено, че Андрю Бърнал ще изиграе главната мъжка роля – нов герой на име Джонатан, който заменя ролята на Принца от оригиналния филм. На изложение в Денвър през 2022 г. Мартин Клеба разкрива, че ще изпълни ролята на Сърдитко във филма. По-рано Клеба играе подобни роли на джуджета в предишни продукции, базирани на приказката „Снежанка“: в телевизионния филм от 2001 г. „Снежанка: Най-прекрасната от всички“ и в комедийния филм от 2012 г. „Огледалце, огледалце“.

### Снимачен процес
Първоначално записите на „Снежанка“ са насрочени за март 2020 г. във Ванкувър, Британска Колумбия, и в Лос Анджелис, Калифорния, но са отложени за юли същата година поради пандемията от коронавирус. През август 2021 г. е обявено, че записите ще се проведат в Обединеното кралство от март до юли 2022 г. Снимачният процес започва на 7 март 2022 г. На 15 март 2022 г. избухва пожар в „Пайнуут Студиос“, който поврежда снимачната площадка. Служител на „Дисни“ споделя, че записите на филма са замразени. Графикът на снимките е променен, тъй като Зиглър пътува до Лос Анджелис, за да присъства на 94-ата церемония по връчването на наградите „Оскар“ на 27 март, в подкрепа на колегите си от филма „Уестсайдска история“. Докато Зиглър присъства на церемонията, Гадот започва да записва своите сцени. По време на интервю за списание „Форбс“, актрисата разкрива, че пее и танцува във филма за разлика от героинята от оригиналния филм. На 22 април Гадот потвърждава, че е завършила записите на своите сцени. На 13 юли 2022 г. Зиглър съобщава, че снимките са приключили. Допълнителните записи се провеждат през юни 2024 г.

### Визуални ефекти
„Мувинг Пикчър Къмпани“ осигурява визуалните ефекти за филма.

## Музика
Текстописците Бенджи Пасек и Джъстин Пол, които преди това пишат текстовете на две нови песни за римейка на „Дисни“ от 2019 г. „Аладин“, са готови да напишат нови песни за филма. Очаква се да бъдат включени и песни от Франк Чърчил и Лари Мори от оригиналния филм на студиото, включително песента „Whistle While You Work“.

## Маркетинг
Първият тийзър трейлър излиза на 10 август 2024 г., а официалният трейлър излиза на 3 декември.

## Премиера
По време на D23 Expo Presentation през 2022 г., е обявено, че „Снежанка“ ще излезе през 2024 г. На 15 септември 2022 г., премиерата на филма е насрочена за 22 март 2024 г. На 27 октомври 2023 г. е съобщено, че премиерата на филма се отменя до 21 март 2025 г. заради стачката на сценаристите в Холивуд.
Европейската премиера се състои в „Алкасар де Сеговия“, Испания на 12 март 2025 г., а холивудската премиера е на 15 март 2025 г. в Театър „Ел Капитан“, Холивуд.

## В България
В България филмът излиза по кината на същата дата в разпространение от „Форум Филм България“ със субтитрирана и дублирана версия.